# 4802 Khatchaturian
4802 Khatchaturian (1989 UA7) là một tiểu hành tinh vành đai chính được phát hiện ngày 23 tháng 10 năm 1989 bởi F. Borngen ở Tautenburg.